# Leptastacus macronyx
Leptastacus macronyx är en kräftdjursart som först beskrevs av T. Scott 1892.  Leptastacus macronyx ingår i släktet Leptastacus och familjen Leptastacidae. Arten är reproducerande i Sverige. Inga underarter finns listade i Catalogue of Life.